# Lagunilla
Lagunilla település Spanyolországban, Salamanca tartományban. Lagunilla Abadía, Zarza de Granadilla, Sotoserrano, Valdelageve, Aldeacipreste, Montemayor del Río, El Cerro és Aldeanueva del Camino községekkel határos. Lakosainak száma 428 fő (2024).

## Népesség
A település népessége az elmúlt években az alábbi módon változott:
| Lakosok száma | 626  | 579  | 552  | 506  | 552  | 524  | 481  | 466  | 430  | 428  |
|               | 2001 | 2004 | 2007 | 2009 | 2012 | 2014 | 2017 | 2019 | 2022 | 2024 |